# George Wimpey
George Wimpey était une entreprise de construction britannique.
Créé en 1880 par George Wimpey (en) et basé à Hammersmith, l'entreprise a d'abord fonctionné principalement comme un entrepreneur de revêtement routier. L'entreprise a été acquise par Godfrey Way Mitchell en 1919, et il l'a développée en une entreprise de construction et de travaux publics.
En juillet 2007, Wimpey a fusionné avec Taylor Woodrow (en) pour créer Taylor Wimpey.
Wimpey a été cotée pour la première fois à la Bourse de Londres en 1934.